# Монастырь Драча
Монастырь Драча (серб. Манастир Драча) в честь перенесения мощей святителя Николая — женский монастырь Шумадийской епархии Сербской православной церкви в селе Драча общины Крагуевац Шумадийского округа Сербии. Монастырь входит в список памятников культуры Сербии большого значения.

## История
Монастырь был основан в XV веке. Упоминается в турецких документах 1572—1573 годов. Во время Великого переселения сербов в 1690 году Драча была покинута, а братия перешла в монастырь Ново-Хопово. В 1726 и 1727 годах игуменом монастыря Драча упоминается иеромонах Герасим.
В 1734 году крагуевацкий обер-капитан Станиша Маркович, более известный под прозвищем Млатишума, построил для монастыря новую церковь. В 1735—1737 годах она была расписана, вероятно, художниками Константином и Христом из Мосхополя.
В 1788 году часть насельников поддержала восстание Кочи Анджелковича, после подавления которого монастырь был сожжён турками, а братия во главе с игуменом Исаией (Йовановичем) бежала в Ново-Хопово. В 1793 году монастырь был восстановлен вернувшимися насельниками. Монастырь стал важным культурным центром этой части Сербии.
В первой половине XIX века Тома Вучич Перишич надстроил барочную колокольню над западной частью церкви. Были построены два корпуса, в которых размещаются библиотека и архив. С 1820-х годов церковь была приходской, пока в 1845 году не стала метохом монастыря Врачевшница. В этом статусе Драча была до 1851 года. В 1958 году монастырь был преобразован в женский.